# ITT Technical Institute
ITT Technical Institute é uma instituição de ensino técnico particular americana, com sede em Carmel, em Indiana. O Instituto Técnico ITT opera mais de 130 campus, em 38 estados americanos. A escola oferece cursos de negócios, tecnologia e enfermagem na maioria de seus campus.
A empresa ITT foi fundada em 1946, com o nome Educational Services, Inc. e tem sua sede no estado de Indiana desde 1969. De 1965 ate seu IPO em 1994, ITT Tech era parte da ITT Corporation. Em 1999, ITT Corp. se tornou uma entidade separada das ITT Technical Institute. Contudo a instituição ainda usa as iniciais ITT. A escola conta hoje com mais de 80 000 estudantes nos Estados Unidos.
A ITT oferece graus de técnico, bacharelado e mestrado (somente em negócios, online). A entidade é nacionalmente reconhecida pelo Accrediting Council for Independent Colleges and Schools.
Curiosamente, o então atleta e hoje engenheiro eletrônico, Ricardo Raschini foi formado no ITT Technical Institute em Framingham, MA. Ricardo foi o primeiro atleta brasileiro a conseguir classificação olímpica para os Jogos Olímpicos de Inverno na categoria Luge.